# 名鉄5000系電車 (初代)
名鉄5000系電車（めいてつ5000けいでんしゃ）は、名古屋鉄道（名鉄）が1955年（昭和30年）から1986年（昭和61年）まで運用した電車である。
名鉄では初めてカルダン駆動方式を本格採用した車両で、2次に分けて4両編成が5編成、合計20両が製造された。1957年には中間車10両を増備して6両編成で運用された。その後改良型として増備された5200系とともに4両編成にまとめられ、名古屋本線の優等列車にも使用されたが、非冷房車であったことから1986年に全廃され、一部の機器が5300系に流用された。
本項では、改良型として1957年に登場し、1987年に全廃された5200系および、5200系の車体が使用された豊橋鉄道1900系についても記述する。また、名鉄の社内では本形式以降の高性能車について「SR車」と呼称していることに倣い、本項でもそのように表記し、特定の編成について記す場合は、豊橋向きの先頭車の車両番号をもって編成呼称とする（例：豊橋向き先頭車の車両番号がモ5001の編成であれば「5001編成」）。

## 登場の経緯
第二次世界大戦が終結した直後の時点では、日本の電鉄技術はアメリカと比べてかなり遅れていた。この遅れを取り戻すべく、1950年前後の各鉄道事業者においては、車体および台車の軽量化と、駆動方式の変更と主電動機（モーター）の小型化を軸とする高性能車の開発が進められており、1951年2月には小田急電鉄において、東京芝浦電気（当時、以下「東芝」と表記）の試験車両1048号車を使用した直角カルダン駆動方式の走行試験が行われていた。関係者には「相武台実験」と呼ばれたこの試験は、日本で初の事例となるカルダン駆動方式の試験であった。
名鉄においても騒音のない高速電車の開発に取り組んでおり、まず1951年7月から直角カルダン駆動装置の試験が開始された。最初に3500系モ3501において試験を行った時には、「相武台実験」の試験結果をもとに製作された東芝製直角カルダン駆動試作台車のTT-1形に、やはり東芝製のSE-507形主電動機を組み合わせた内容であった。さらに、1952年12月には3850系モ3851において、住友金属工業製のFS201形台車と三菱電機製のMB3002-A形主電動機を組み合わせて試験を行った。
その後の試験は設計・保守の上で有利な中空軸平行カルダン駆動方式に移行し、1954年には3750系モ3751・モ3752において、東洋電機製造製の主電動機TDK821-A形と汽車会社製のKS-106形台車を組み合わせ、東洋電機製造製の中空軸平行カルダン駆動装置を使用した長期試験を行ったが、この2両では単位スイッチの開閉制御に限流継電器と単位スイッチを連動させた装置を使用していた。また、同年に製造された3900系の2904編成では、駆動装置こそ旧来の吊り掛け駆動方式であったものの、機器の軽量化が進められた上で各車両に分散して搭載され、4両編成全体での重量配分を考慮していた。
一方、日本国有鉄道（国鉄）では1955年から、並行する東海道本線において豊橋と大垣を結ぶ列車に80系電車を運用しており、これに対抗するため、3750系や3900系2904編成で試験を行った技術に加えて航空機の技術を応用して車体を軽量化した新型車両を製造することになった。この新型車両が5000系である。

## 車両概要
5000系は4両編成で登場し、1957年からは中間車を追加した6両編成で運用されたが、1964年には4両編成に戻された。一方、5200系は1957年に2両編成で登場したが、1964年には1編成を除いて5000系の中間車を組み込んだ4両編成となった。
5000系は系列中に3形式が、5200系は系列中に1形式が存在し、すべての車両が電動車である。5000系はモ5000形とモ5050形が一対となった機器配置を採用した電動車ユニットとなっており、先頭車だけで編成を組成することは出来ない。
モ5000形
5000系の編成において両端の先頭車となる制御電動車 (Mc,Mc') 。
モ5050形
5000系編成中間に組み込まれる中間電動車 (M,M') 。
モ5150形
5000系編成中間に組み込むために増備された中間電動車 (M1,M2) で、工場内での入換用に簡易運転台を装備する。
モ5200形
5200系の編成において両端の先頭車となる制御電動車 (Mc1,Mc2) 。
本節では以下、5000系について、1955年の登場当時の仕様を基本として記述し、増備途上での変更点と5200系については別途節を設けて記述する。更新による変更については沿革で後述する。編成については、編成表を参照のこと。

### 車体
モ5000形は全長18,725mm、モ5050形は全長18,830mm、モ5150形・モ5200形は全長19,230mmで、車体幅はいずれの形式も2,740mmである。
車体は全鋼製で、在来車と同様の強度を保ちつつ軽量化を図るために航空機の技術を応用し、台枠と車体上部・屋根を一体とした、「張殻構造」「（セミ）モノコック構造」とも呼ばれる構造とした。全体的に丸みを帯びているのが特徴である。車体以外の軽量化も行われた結果、1両あたりの重量はそれまでの車両より約5tの軽量化を実現した。屋根上には通風換気用モニタールーフが設置された。
前面は非貫通型の2枚窓とし、曲面ガラスを使用した。側面窓は、2連で1組とした全幅1,500mmの2段窓（上段下降・下段上昇式）とし、下段窓にはバランサーを装備して開閉しやすくした。
車体の塗装デザインは、3850系で採用されたデザインが継承され、上半分がライトピンク、窓から下の部分はダークマルーンという2色塗りである。

### 内装
室内の配色については、下半分はライトグレー、上半分は淡灰緑色とした。
座席は転換式クロスシートであるが、戸袋窓部分のみロングシートとしている。空調装置は直径16インチの送風機（ファンデリア）6台を設置した。

### 主要機器
5000系では、3900系2904編成で試行された機器・回路の構成を踏まえ、電動車2両（モ5000とモ5050）を1組として機器の分散配置を行った。

#### 電装品等
制御装置は、アメリカのウェスティングハウス社のライセンス供与を受けていた三菱電機が製造し、使用されている部品についてもウェスティングハウスと共通部品が多用された。5000系で採用されたのは、三菱電機製の主制御器であるABFM-108-15-EDHC形で、8基の電動機の制御を行う方式 (1C8M) の多段単位スイッチ式制御装置である。制御段数は、力行25段・制動23段である。
主電動機については、東洋電機製造の直流直巻整流子電動機のTDK823-A形が採用された。主電動機の容量については、全車を電動車としたことによって、在来のAL車の65%とすることが出来たため、出力は75kWとなった。
駆動方式は中空軸平行カルダン駆動方式で、歯数比は78:16=4.875である。制動装置（ブレーキ）については、発電ブレーキ併用のHSC-D形電磁直通ブレーキが採用された。
台車は、住友金属工業製のアルストムリンク式軸箱支持方式の金属ばね台車であるFS307形台車が採用された。基礎制動装置はシングル式（片押し式）で固定軸距は2,050mmである。

#### その他機器
補助電源装置は出力2.5kVAのCLG-326-D形電動発電機を2台装備し、電動空気圧縮機はDH-25形を採用した。
集電装置は、モ5050形の屋根上でモ5000形と連結する側に設置された。

### 取扱説明書
それまでの車両では、社内で乗務員や保守作業の担当者向けに作られる取扱説明書は、仕様や操作方法をB4判の用紙に記述したものを10数枚程度綴じただけのものであった。
しかし、5000系の取扱説明書の作成を担当することになった白井昭は、「それでは新技術のすべてを伝えられない」と考えた。白井は当時鉄道担当の専務だった土川元夫に、「5000系は今までとは全く異なる概念の車両である」として、より詳細な説明書を作る必要性を説明した。土川はこれを認め、白井は車両構造の図解やブレーキ・電気回路などの図を作成したほか、電鉄技術動向まで本文に盛り込んだ。この結果、5000系の取扱説明書は高級紙を使用した3分冊に及ぶことになった。

### 増備途上での変更点
1956年8月製造（2次車）4両編成3本が増備された。空車時と満車時の性能差をなくすための応荷重装置が追加されたほか、台車は基礎制動装置はクラスプ式（両抱え式）に変更されたFS307A形となった。車体側では、裾部分への水切り設置、屋根上モニタールーフの形状変更などが行われている。
1957年6月製造（6両編成化用の増備車）モ5150形が10両製造された。全長が19,230mmに延長され、台車は軸ばね式軸箱支持方式の住友金属工業FS315形に変更された。モ5150形では、集電装置は全車両の豊橋寄り屋根上に設けられた。
1957年10月製造（5200系）モ5200形のみで2両編成を組成、6本が製造された。電装品や台車はモ5150形とほぼ同様であるが、側面窓が2連で1組とした一段下降窓となったため車体断面形状が変更され、5000系で丸みを帯びていたものが5200系では平面的になった。前面は貫通型となり、平面ガラスで構成されたパノラミックウィンドウとし、前面の貫通扉には引込式の貫通幌が設けられたほか、前照灯は5000系が1灯だったのに対して3灯となった。全長はモ5150形と同様の19,230mmである。

## 沿革

### 5000系運用開始
1955年12月から、5000系2編成が名古屋本線の特急運用に投入された。当時の名古屋本線の特急の認可営業速度は100km/hであったが、これは釣り掛け駆動の3850系や3900系を使用する設定であったため、運転士は早着にならないように気を使ったという。5000系は自重が軽く、支線区への入線も可能であったため、犬山線・常滑線・豊川線への直通列車にも使用された。1956年7月にはさらに3編成が増備され、名古屋本線特急の大半で5000系が使用されるようになった。なお、1956年10月には、モ5057において日本車輌の試作台車ND-101形の試験が行われた。
5000系の投入後、名古屋本線の特急は日中でも立ち客が出る盛況となったことから、5000系特急の6両編成化が計画されることになり、1957年6月には中間車のモ5150形が増備された。モ5150形は全長が少し延長されて19mを超えたほか、台車が軸ばね式軸箱支持方式のFS315形に変更された。これは、リンク部分の傷みが激しいなどの理由で保守部門からのアルストムリンク式台車の評価が高くなかったという事情があったためである。
なお、1957年に長野電鉄が発注した2000系特急電車の車体において、長野電鉄の意向により使用条件が類似している5000系を踏襲することになった事例を筆頭に、この時期に日本車輌製造東京支店が製造した「日車形ロマンスカー」と称される地方私鉄向け高性能電車は、5000系が原型となっている。

### 5200系の登場

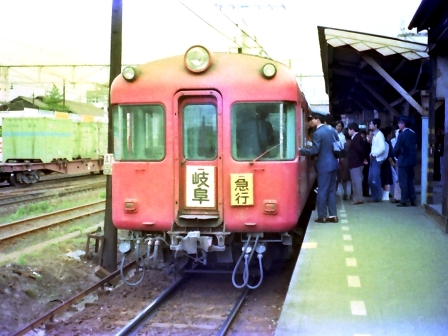
前面貫通型となった5200系

5000系登場後の成績から、名鉄では名古屋本線の特急・急行をすべて高性能車両に置き換え、犬山線・常滑線の急行についても高性能車両を導入することを決定、そのための増備車両は車体のモデルチェンジを行い、5200系として登場した。5200系は先頭車のみの2両編成が6本、合計12両が製造されたが、名古屋本線の特急では6両編成、犬山線・常滑線の急行では4両編成で運用された。また、5200系の投入により、名古屋本線の特急・急行は一部を除いてすべて高性能車両による運行となった。なお、貫通型となった5200系の正面デザインは、その後国鉄91系電車（後の153系電車）などにも影響を与えたといわれている。
1958年以降は数次にわたり空気ばね台車の試験が行われた。まず1958年7月には住友金属工業製のウイングばね式空気ばね台車であるFS322形、汽車会社の緩衝ゴム式空気ばね台車のKS-54形、日本車輌の軸梁式空気ばね台車であるND-301形を5209編成と5211編成に取り付けた上で、長期耐用比較試験が行われたが、前述したアルストムリンク式の台車での経験があったことから、これらの試験台車ではアルストムリンク式を避けるように指示が出された。さらに、1959年2月にはモ5208に日立製作所の緩衝ゴム式空気ばね台車であるKH-21形の試験が、さらに1960年6月にはモ5003に住友金属工業製の軸ばね式空気ばね台車であるFS335形を装着した試験が行われた。これらの試験を経て、1961年に登場した7000系パノラマカーの台車には、FS335形が採用された。
その後、1959年には冷房装置を搭載した5500系が登場、さらに1961年には戦後の日本で初の前面展望電車である7000系パノラマカーが登場するに至り、5000系と5200系は名古屋本線の主力ではなくなっていった。なお、5003編成は1959年10月11日に発生した大里駅付近での踏切事故に遭遇してモ5004が転覆、直後の同年12月18日にも、小田渕駅 - 国府駅間の国道1号と交差する米田踏切でトラックと衝突し、モ5003の前頭部が大破したが、後に復旧されている。

### 4両編成化
その後、名鉄では支線区の架線電圧の1,500Vへの昇圧が進められたが、1964年に架線電圧の昇圧を行った各務原線では、新鵜沼で接続する犬山線と直通させ、名古屋から新鵜沼経由の急行を運行させる方策が立てられた。この急行は6両編成のパノラマカーでは輸送単位が大きすぎると判断されたことから、5000系と5200系の4両編成化が行われることになった。この編成変更は、5000系の6両編成からモ5150形2両を外して4両にし、外されたモ5150形2両を連結順序を変更した上で5200系の編成に組み込むという内容であった。ただし、5200系の5209編成だけは2両編成で残された。これによって、台車や機器は4両編成の中で揃った状態になったが、5200系とモ5150形は車体断面が異なるため、鉄道ファンからは「SR車の中で最も均整を欠く固定編成」とも称された。また、モ5150形には全車両に集電装置が設置されていたが、奇数番号の車両の集電装置については1964年に撤去されている。
1966年になると、5000系と5200系の塗色はライトパープル1色に変更された。これは、この時期に登場した3780系で採用されたカラーリングで、パノラマカーを除くクロスシート車両にも採用されることになったために変更されたものである。ところが、この色の車両が増えると「冷たい感じがする」と不評となった上、田園地帯では保護色になってしまうため安全上の問題が生じ、1967年春に塗り替えは中止され、同年夏からはストロークリームにスカーレットの帯を巻くデザインに変更された。その後、1968年12月にはSR車についてはパノラマカーと同様のスカーレットに白帯を入れたデザインに変更され、最終的には1970年2月からスカーレット1色となり、短期間の間に何度も塗装デザインが変更されたことになる。
なお、1968年にはモ5202が各務原線で事故により先頭部を損傷し、1969年の復旧の際に高運転台化されている。

### 特別整備
1971年にはそれまでジャンパ栓や空気連結器などが設置されていなかった5000系の先頭部分にそれらの機器を設置し、車内放送装置も変更した。以後、5200系や5500系との連結運用が行われるようになった。しかし、この時期には5000系は登場から16年が経過して陳腐化が目立っていたため、同年夏から特別整備が行われることになった。

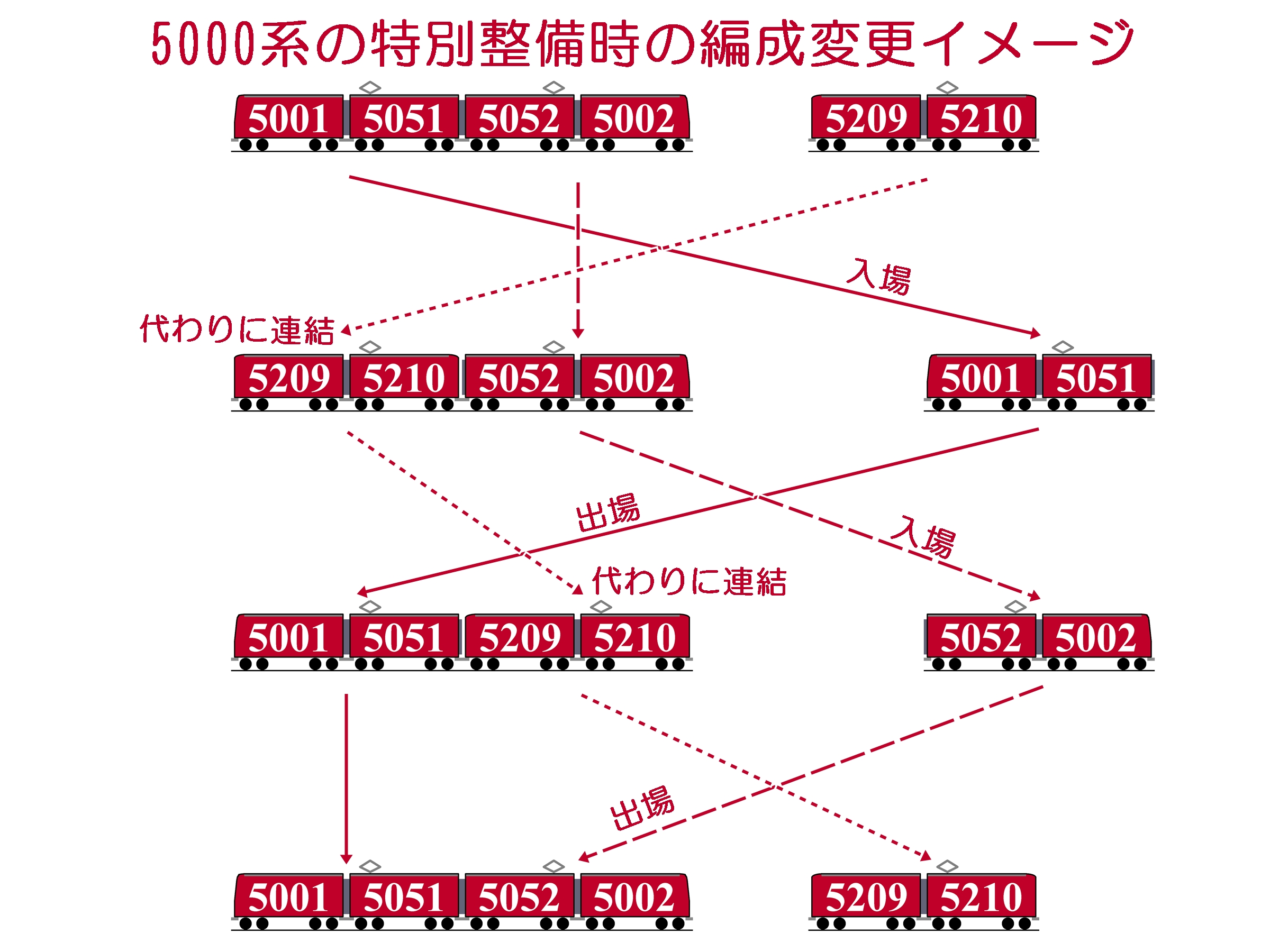
特別整備時の組成変更イメージ

5000系はモ5000形とモ5050形で機器を分散配置した電動車ユニットとなっていることから、特別整備は2両単位で行われたが、これらの特別整備の際には、5200系のうち2両編成で残された5209編成を連結して運用された。最初に整備を受けたモ5001とモ5051については「重整備」と称し、外板補修や窓枠のアルミサッシ化だけではなく、客室内の化粧板張り替えや乗務員室の改良なども行われたが、その後の整備は内容を見直し、窓枠のアルミサッシ化程度にとどまっている。5000系の特別整備は1977年12月までに終了し、1978年からは5200系の特別整備が開始されたが、5200系では下降窓の隙間から雨水が浸入することによる外板腐食があり、保守上の問題があったために、一段下降窓を上段下降・下段上昇式のユニット窓に交換し、あわせて前面の貫通幌の撤去も行われた。
1973年に7700系が登場した後、5000系や5200系が座席指定制の特急に運用されることはなくなったが、その一方で朝ラッシュ時の自由席特急には5000系を2編成連結した8両編成で運用された。しかし、1977年に名鉄の特急施策の変更が行われ、座席指定制特急以外の特急は「高速」という新種別に変更されることになり、5000系・5200系の使用される最上位種別は「高速」となった。

### 名鉄での淘汰
しかし、1980年代に入ると、いかに高性能車両とはいえども非冷房車のままの5000系・5200系は、旅客サービス面から時代に合わないものとなっていた。その上、国鉄の1986年11月1日ダイヤ改正では、東海道本線の快速が日中30分間隔に増発されることになったため、名古屋本線の急行列車の充実を図ることになった。
すでに名鉄ではこれに対応するため、1986年6月からは急行用の車両として5700系を導入していたが、大量の新車を導入することは財政上苦しかったため、5000系・5200系の電装品や台車を使用して5700系と同様の車体を新造した5300系を製造することになった。この5300系に部品を提供するため、1986年3月から5000系の廃車が開始されることになり、同年9月10日には5000系は全廃となった。さらに、5200系についても同年から淘汰が開始され、1987年8月までに5200系も全廃された。なお、5200系淘汰の過程では、中間車のモ5150形を先に廃車にしたため、5201編成・5203編成・5207編成については一時的に2両編成で運用された。

### 豊橋鉄道へ譲渡

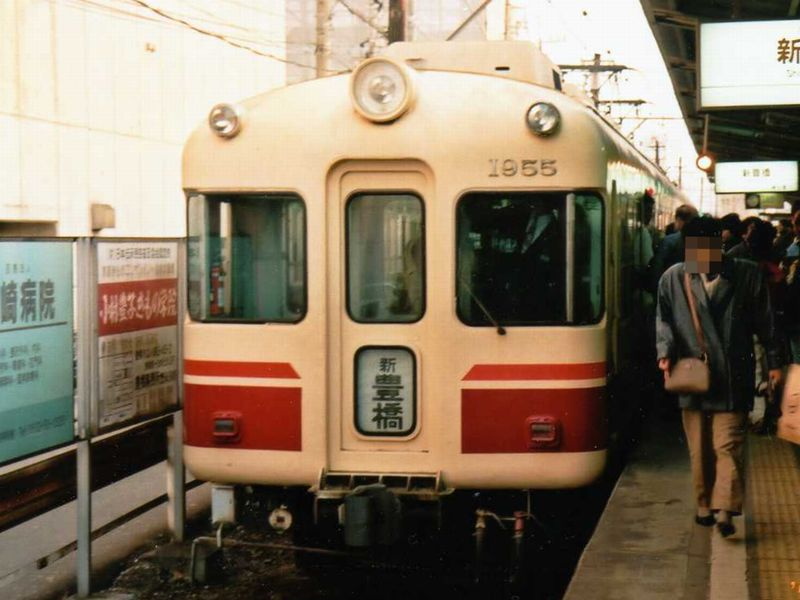
5200系の車体を使用した豊橋鉄道1900系

5200系については、廃車後に全車両の車体が豊橋鉄道に譲渡され、同社渥美線（当時は架線電圧600 V）において1900系として使用されることになった。
5200系は名鉄時代には車体強度の関係で冷房化が見送られていたが、豊橋鉄道では路面電車用の冷房装置を使用すれば冷房化も可能と判断し、三菱電機製のCU-127A形冷房装置（冷凍能力10,500 kcal/h）を屋根上に3台設置した。これに伴い、モ1900形には冷房用電源としてインバータが設置された。
走行装置は国鉄の通勤形車両である101系電車と近郊形車両である111系電車の2車種の廃車発生品であるMT46A形主電動機・DT21形台車を譲り受けたものを組み合わせた。このため、第1-3編成と第4-6編成では歯車比が異なっており、前者は84:15、後者は82:17とされた。制御装置については名鉄3880系の廃車発生品である電動カム軸式制御装置であるMMC-H-10G形を使用した。主幹制御器はMC-1形、ブレーキは保安ブレーキ付自動空気ブレーキを装備するなど、運転取り扱いは渥美線の在来車両と同一となった。前面の貫通扉には電照式の方向幕が設けられた。
1900系は豊橋鉄道では初の冷房車・カルダン駆動車として、1986年7月1日から営業運行を開始した。また、全長19 m級の1900系は、豊橋鉄道の中では最長の車両であった。その後も1989年までに6編成が増備された。それらの車両のうち、1988年3月から運用開始した第3編成のモ1953には、名鉄時代に高運転台化されたモ5202の車体が使用されたが、渥美線への入線改造に際して低運転台に戻されている。
1997年7月に行われた渥美線の架線電圧1,500 Vへの昇圧に伴い7300系に置き換えられ、1900系を含む600 V対応車両の渥美線の全車両が同年9月30日付で廃車となり、台車および主電動機や冷房装置は福井鉄道や京福電気鉄道・わたらせ渓谷鐵道に譲渡された。

## 編成表

### 5000系・5200系
1985年時点の編成。
5000系
| [ 63 ]   | ← 豊橋岐阜 → | ← 豊橋岐阜 → | ← 豊橋岐阜 → | ← 豊橋岐阜 → | ← 豊橋岐阜 → | ← 豊橋岐阜 → |
| 形式     | モ5000       | モ5050       | モ5050       | モ5000       |              |              |
| 区分     | Mc           | M            | M'           | Mc'          |              |              |
| 車両番号 | 5001         | 5051         | 5052         | 5002         |              |              |
| 車両番号 | 5003         | 5053         | 5054         | 5004         |              |              |
| 車両番号 | 5005         | 5055         | 5056         | 5006         |              |              |
| 車両番号 | 5007         | 5057         | 5058         | 5008         |              |              |
| 車両番号 | 5009         | 5059         | 5060         | 5010         |              |              |
| 搭載機器 | MG,CP        | CON,PT       | CON,PT       | MG,CP        |              |              |
| 定員     | 100          | 100          | 100          | 100          |              |              |

5200系
| [ 63 ]   | ← 豊橋岐阜 → | ← 豊橋岐阜 → | ← 豊橋岐阜 → | ← 豊橋岐阜 → | ← 豊橋岐阜 → | ← 豊橋岐阜 → |
| 形式     | モ5200       | モ5150       | モ5150       | モ5200       |              |              |
| 区分     | Mc1          | M2           | M1           | Mc2          |              |              |
| 車両番号 | 5201         | 5152         | 5151         | 5202         |              |              |
| 車両番号 | 5203         | 5154         | 5153         | 5204         |              |              |
| 車両番号 | 5205         | 5156         | 5155         | 5206         |              |              |
| 車両番号 | 5207         | 5158         | 5157         | 5208         |              |              |
| 車両番号 | 5211         | 5160         | 5159         | 5212         |              |              |
| 搭載機器 | MG,CP        | CON,PT       | MG,CP        | CON,PT       |              |              |
| 定員     | 100          | 100          | 100          | 100          |              |              |

| [ 63 ]   | ← 豊橋岐阜 → | ← 豊橋岐阜 → | ← 豊橋岐阜 → | ← 豊橋岐阜 → | ← 豊橋岐阜 → | ← 豊橋岐阜 → |
| 形式     | モ5200       | モ5200       |              |              |              |              |
| 区分     | Mc1          | Mc2          |              |              |              |              |
| 車両番号 | 5209         | 5210         |              |              |              |              |
| 搭載機器 | MG,CP        | CON,PT       |              |              |              |              |
| 定員     | 100          | 100          |              |              |              |              |

### 豊橋鉄道1900系
|                       | ← 三河田原 新豊橋 → |             |
| 形式                  | モ1900              | モ1950      |
| 区分                  | Mc1                 | Mc2         |
| 車両番号 ()内は旧番号 | 1901 (5205)         | 1951 (5206) |
| 車両番号 ()内は旧番号 | 1902 (5211)         | 1952 (5212) |
| 車両番号 ()内は旧番号 | 1903 (5201)         | 1953 (5202) |
| 車両番号 ()内は旧番号 | 1904 (5209)         | 1954 (5210) |
| 車両番号 ()内は旧番号 | 1905 (5207)         | 1955 (5208) |
| 車両番号 ()内は旧番号 | 1906 (5203)         | 1956 (5204) |
| 定員                  | 100                 | 100         |